# Rufus Harley
Rufus Harley (Raleigh (North Carolina), 20 mei 1936 – Philadelphia (Pennsylvania), 1 augustus 2006) was een Amerikaanse jazzmuzikant, vooral bekend als de eerste jazzmuzikant die de Great Highland-doedelzak als zijn primaire instrument aannam.

## Biografie
Harley werd geboren in de buurt van Raleigh, North Carolina en verhuisde op jonge leeftijd met zijn moeder naar een arme buurt in North Philadelphia. Hij begon met het spelen van de C-melodie saxofoon op 12-jarige leeftijd en speelde ook trompet. Op 22-jarige leeftijd studeerde hij saxofoon, fluit, hobo en klarinet bij Dennis Sandole (1913-2000), een Italiaans-Amerikaanse jazzgitarist, die les gaf aan verschillende jazzmuzikanten in Philadelphia. Harley raakte geïnspireerd om de doedelzak te leren, nadat hij de Black Watch had zien optreden tijdens de begrafenisstoet van John F. Kennedy in november 1963. Toen hij onderhoudsmedewerker was voor de huisvestingsautoriteit van Philadelphia, begon Harley in de stad te zoeken naar een set doedelzakken. Omdat hij er geen vond, reisde hij naar New York, waar hij een set vond in een pandjeshuis. Hij kocht het instrument voor $120 en paste het snel aan de idiomen van jazz, blues en funk aan. Bij verschillende gelegenheden, als een buurman de politie belde om te klagen over Harleys oefenen in zijn appartement, legde hij snel zijn doedelzak weg en veinsde onwetendheid en vroeg de agenten: "Zie ik eruit alsof ik Iers of Schots ben?" Hij kocht uiteindelijk een betere set doedelzakken, die hem iets meer dan $1.000 kostten.
Harley maakte zijn doedelzakdebuut in 1964. Van 1965 tot 1970 bracht hij vier opnamen uit als leader bij Atlantic Records (allemaal geproduceerd door Joel Dorn, een vroege supporter) en nam hij ook op als sideman met Herbie Mann, Sonny Stitt en Sonny Rollins in de jaren 1960 en 1970. Hij nam later op met Laurie Anderson (te horen op haar album Big Science uit 1982) en The Roots (op hun album Do You Want More? !!! ??! uit 1995), de laatste kwam tot stand dankzij een optreden in 1994 in The Arsenio Hall Show. Behalve doedelzak speelde hij op deze albums ook af en toe tenorsaxofoon, fluit of elektrische sopraansaxofoon. Harley droeg vaak Schotse gewaden, inclusief een kilt, in combinatie met een gehoornde helm in Vikingstijl. Nadat hij hem op televisie had zien optreden, gaf een Schotse familie hem zijn tartan, de MacLeod-tartan, die hij de rest van zijn leven droeg. Zijn doedelzaktechniek was enigszins onorthodox in die zin, dat hij de drones over zijn rechterschouder plaatste in plaats van over zijn linker. Hij was voorstander van de toonsoort bes mineur.
Harley woonde een groot deel van zijn leven in de wijk Germantown (Philadelphia) in het noordwesten van Philadelphia, Pennsylvania en gaf regelmatig presentaties op openbare scholen in de omgeving van Philadelphia. Tijdens zijn frequente buitenlandse optredens droeg en verspreidde hij miniatuurreplica's van de Liberty Bell, het symbool van zijn geboorteplaats, evenals Amerikaanse vlaggen en kopieën van de Amerikaanse grondwet. Hij verscheen in een aantal televisieprogramma's, waaronder What's My Line?, To Tell the Truth (22 maart 1965 en opnieuw in 2000), I've Got a Secret (17 oktober 1966) en The Arsenio Hall Show. Hij had ook een kleine rol in de komische film You're a Big Boy Now van Francis Ford Coppola uit 1966, evenals in Eddie and the Cruisers (1983). Naast zijn uitvoerende carrière werkte hij vele jaren voor de Philadelphia Housing Authority. In 1998 werd bij het label Tartan Pride het cd-album Brotherly Love uitgebracht, naast het boek The Jazzish Bagpiper, een fotobundel en gesprekken met Harley, van Charles A. Powell, de eerste die Harley's bijdragen aan Amerikaanse muziek complimenteerde met Keltische doedelzakken.
Zijn carrière omvatte optredens met vele grote figuren, waaronder John Coltrane, Dizzy Gillespie en Dexter Gordon. Een postuum retrospectief bij Rhino Handmade, Courage: The Atlantic Recordings, werd in november 2006 uitgebracht als een beperkte oplage van 3.000 exemplaren en bevat alle nummers van zijn vier Atlantic lp's, plus een nog niet uitgebracht nummer van Pete Seeger en Joe Hickerson's compositie Where Have All the Flowers Gone?, opgenomen in 1969.

## Overlijden
Rufus Harley overleed in augustus 2006 op 70-jarige leeftijd in het Albert Einstein Medical Center in Philadelphia aan de gevolgen van prostaatkanker.

## Discografie

### Als leader
- 1965: Bagpipe Blues (Atlantic Records)
- 1966: Scotch & Soul (Atlantic)
- 1968: A Tribute to Courage (Atlantic)
- 1970: King/Queens (Atlantic)
- 1972: Re-Creation of the Gods (Ankh)
- 1998: Brotherly Love (Tartan Pride)
- 2000: The Pied Piper of Jazz (compilatie van Atlantic tracks, 1965–70)
- 2005: Sustain (Discograph)
- 2007: Rufus Harley met Georges Arvanitas Trio – From Philadelphia to Paris (Blue Cat Music)
- 2009: Re-Creation of the Gods (Transparency)
- 2009: Bagpipes of the World (Transparency)
- 2006: Courage: The Atlantic Recordings (Rhino handgemaakte gelimiteerde oplage van 3.000 exemplaren)

### Als sideman
Met Laurie Anderson
- 1982: Big Science (bagpipe op Sweaters)

Met Herbie Mann
- 1967: The Wailing Dervishes (op Flute Bag)

Met Sonny Rollins
- 1974: The Cutting Edge (on Swing Low, Sweet Chariot)

Met The Roots:
- 1995: Do You Want More?!!!??!

Met Sonny Stitt
- 1966: Deuces Wild (Atlantic)

- Bibliothèque nationale de France: cb14026060f (data)
- Gemeinsame Normdatei: 134935497
- International Standard Name Identifier: 0000 0000 4295 1673
- Library of Congress Control Number: no97021108
- MusicBrainz: b8dc1078-24f7-4dde-b0aa-89952ee3d393
- Virtual International Authority File: 97149106068968491104